# 服部充
服部充（1977年10月8日—），日本漫畫家，三重縣鳥羽市出身，三重縣立宇治山田商業高等學校畢業，主要創作青年漫畫與少年漫畫，筆名，暱稱「服充」（はみ）。水兵木黃出道前曾是其助手。
2000年至2002年，服部充在講談社青年漫畫雜誌《Young Magazine Uppers》連載漫畫《貓飛狗跳》（イヌっネコっジャンプ！）為出道作。
2012年8月11日至14日，服部充受東立出版社之邀來台灣，在第13屆漫畫博覽會舉行了首次海外簽名會。

## 作品列表

### 連載
- 《貓飛狗跳（日语：イヌっネコっジャンプ!）》講談社《Young Magazine Uppers》2000年 - 2002年、全5卷 東立出版
- 《妙野鎮的禮奈（日语：おとぎのまちのれな）》講談社《Young Magazine Uppers》2002年 - 2004年、全7卷 未代理
- 《GO！純情水泳社！》（ケンコー全裸系水泳部 ウミショー）講談社《週刊少年Magazine》2005年 - 2008年、全9卷 東立出版
- 《秘密協奏曲》（コンチェルト）白泉社《Young Animal Island（日语：ヤングアニマルあいらんど）》2005年 - 2011年、全1卷 東立出版
- 《殭屍哪有那麼萌？》（さんかれあ）講談社《別冊少年Magazine》2010年 - 2014年、全11卷 東立出版
- 《少女不十分》（少女不十分）原作：西尾維新、講談社《週刊Young Magazine》2015年 - 2016年、全3卷 東立出版
- 《可以幫忙洗乾淨嗎？》（綺麗にしてもらえますか。）史克威尔艾尼克斯《YOUNG GANGAN》2017年 - 2023年、全10卷 東立出版
- 《海獸之島（日语：かいじゅう色の島）》KADOKAWA《Young Dragon Age（日语：ヤングドラゴンエイジ）》2018年 - 連載中 東立出版

### 短篇
- スキトオルナツ（『Young King』2004年）
- （『YOUNG GANGAN』2005年）
- （『Young King』2008年）
- LOVE FOOL（『つぼみ』2009年1号）
- （『Sunday GX』2009年3月号）
- TILT-HOUSE（『YOUNG GANGAN』2015年6号）
- （『人外の嫁といちゃいちゃする アンソロジーコミック』2016年）

### 短篇集
- 《四季譚》（四季譚り）少年畫報社〈ファンタジー〉2016年、全1卷 東立出版

### 插畫集
- 《服充繪2005 服部充繪月曆》（はみがき2005 はっとりみつる描き下しカレンダー）：講談社2004年11月發行，ISBN 4-06-357949-2
- 《內衣日和》（下着日和）：FOX出版2006年8月發行，ISBN 4-903421-12-0

### 其他
- （鈴鹿メディアパークのキャラクター）のキャラクターデザイン。
- （鳥羽市的ご当地グルメ、とばーがー的吉祥物設計）
- 中經出版發行的學習參考書彩色插畫。

## 助手
- 水兵木黃

## 外部連結
- （日語）服部充官方網站 （页面存档备份，存于）
- （英文）服部充在動畫新聞網百科全書中的資料（英文）